# Satterthwaite
Pour l’article homonyme, voir Mark Satterthwaite.
Satterthwaite est un village et une paroisse civile de Cumbria, situé dans le nord-ouest de l'Angleterre. 